# Shamek Farrah
Shamek Farrah, geboren als Anthony Domacase  (New York), is een Amerikaanse jazzsaxofonist.

## Biografie
Op 12-jarige leeftijd begon hij altsaxofoon te leren bij Garvin Bushell. Eind jaren 1960 begon hij op te treden met opkomende latin en latin jazzbands in het New Yorkse gebied. Midden jaren 1970 en 1980, toen live-loftjazz populair was in New York, trad hij op met eigen bands en andere prominente jazzmuzikanten als Sonelius Smith, Rashid Ali, John Stubblefield, Carlos Garnett en Walter Davis Jr..
Eind 1972 op 25-jarige leeftijd tekende hij bij Strata-East Records en in 1974 werd zijn eerste album First Impressions uitgebracht. In 1977 volgde zijn eerste jazzalbum Shamek Farrah/Sonelius Smith-The World Of The Children voor dit label. In 1979 tekende hij bij RA Records en werd daar in 1980 het album Shamek Farrah And Folks-La De La La uitgebracht. Elk van deze opnamen werden sindsdien opnieuw uitgebracht. First Impressions and The World Of The Children werd in 1996 opnieuw uitgebracht bij het Japanse Bomba Records en Shamek Farrah And Folks-La De La La werd weer uitgebracht in 2002 bij Quadraphonic Sound Modules Records.
Zijn legendarische compositie First Impressions bevond zich op het gelijknamige album en boeide luisteraars over de gehele wereld vanaf het begin. In 1992 bracht het Britse label Soul Jazz Records de originele opname van First Impression uit op de compilatie-cd Soul Jazz Loves Strata-East met ook andere Strata-East Records-artiesten. In 2006 bracht het Britse label Soul Brothers Records First Impressions opnieuw uit op de compilatie-cd Fusion With Attitude met jazzgrootheden als Joe Henderson, Nat Adderley en Walter Bishop jr..

## Discografie
- 1974: First Impressions[2] (Strata-East Records)
- 1977: The World of the Children (met Sonelius Smith, Strata-East Records)
- 1980: Shamek Farrah And Folks La De La La [RA Records]
- 1992: Soul Jazz Loves Strata-East (compilatie met Shamek Farrah en andere Strata-East Records artiesten, Soul Jazz Records UK)
- 1996  First Impressions en The World Of The Children (herpublicatie van de originele Strata-East Records opnamen, Bomba Records Japan)
- 2002: Shamek Farrah And Folks La De La La (herpublicatie van de originele RA Records opnamen, Quadraphonic Sound Modules Records)
- 2006: Fusion With Attitude" (compilatie, Soul Brothers Records UK)

- International Standard Name Identifier: 0000 0000 4416 0410
- Library of Congress Control Number: no2003070044
- MusicBrainz: f09d8f8d-fe50-4d3f-83fe-1db717dd16ed
- Virtual International Authority File: 53841171
- WorldCat: E39PBJgMCPPdm8yBbhKyrb9Yyd